# Prostitution aux Pays-Bas
La prostitution aux Pays-Bas est légale et réglementée. La fréquentation de maison close y est également tolérée. De Wallen, plus connu sous le nom de quartier rouge à Amsterdam est une destination mondialement connue pour la pratique du tourisme sexuel. 

## Démographie

### Étendue
Les estimations concernant le nombre total de prostituées varient selon les pays. La plupart des sources placent ce nombre entre 15 000 et 30 000.
Un article publié en 1997 dans l'International Encyclopedia of Sexuality prétendait que le nombre de prostituées aux Pays-Bas était aux alentours de 15 000 à 20 000. CATW a déclaré qu'il y avait 30,000 prostituées aux Pays-Bas, cite le « Sex tax Ticks off Dutch», Presse associative, 14 octobre 1997. 
L'ONUSIDA estimait ce chiffre à 25,000 en 2016. 
On estime qu'environ 90 % des professionnels du sexe sont des femmes, 5% des hommes et 5 % des transgenres.

### Prostituées étrangères

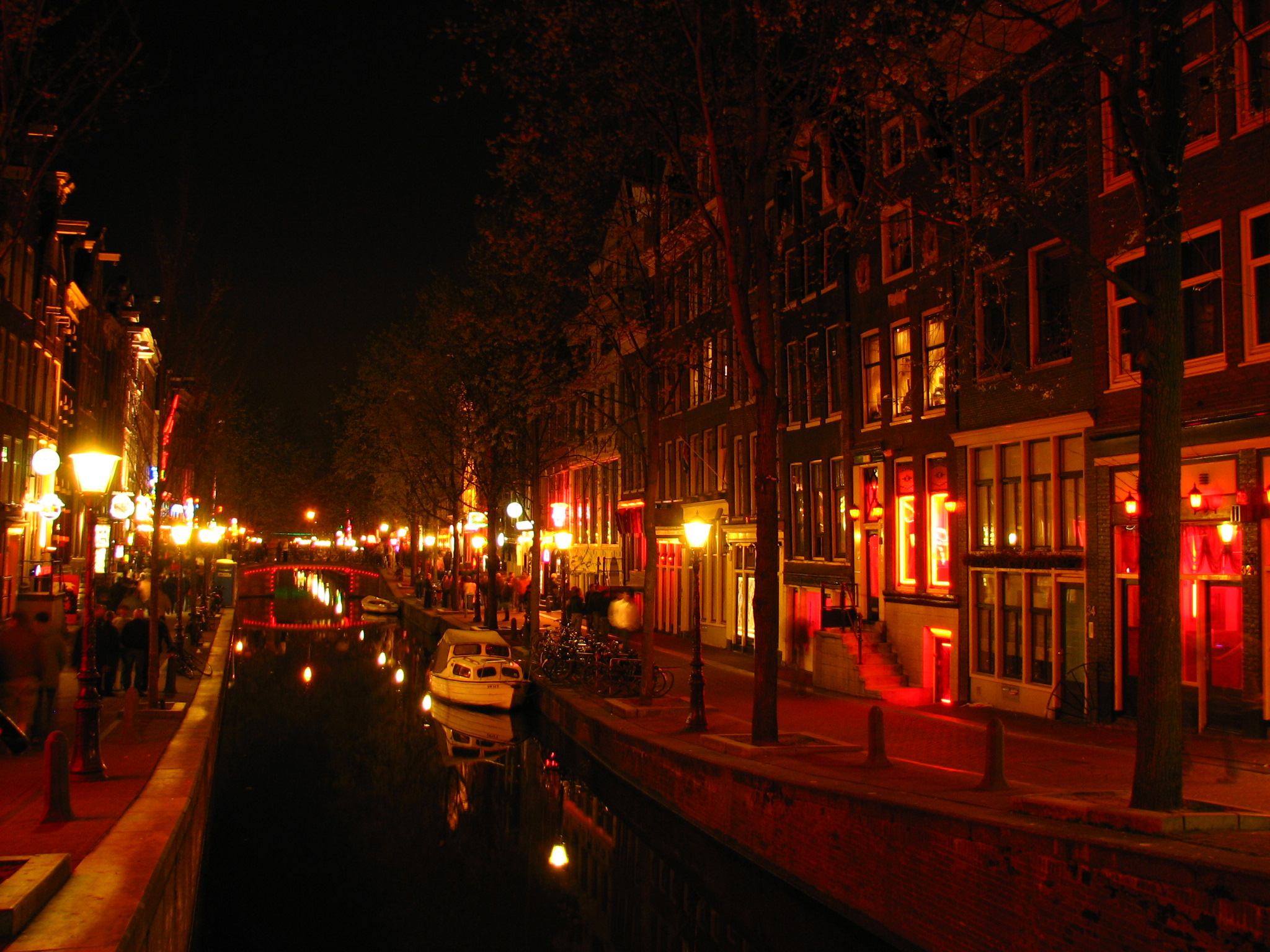
De Wallen, le quartier rouge d'Amsterdam. Lieu emblématique de la prostitution aux Pays-Bas.

Un article écrit par Marie-Victoire Louis dans Le Monde diplomatique en 1997, affirmait que 80% des prostituées d'Amsterdam étaient des étrangères et 70 % n'avaient pas de papiers d'immigration (sans citer la source). Un rapport néerlandais publié en juin 1999, estimait que les deux tiers des travailleuses du sexe étaient des étrangères.
En 2008, Karina Schaapman, ancienne prostituée et ancienne membre du conseil municipal d'Amsterdam, a produit un rapport sur le commerce du sexe à Amsterdam. Elle a livré à la police le Facebook de 80 "proxénètes violents", dont seulement trois étaient natifs des Pays-Bas. Elle a déclaré que plus de 75 % des 8 000 à 11 000 prostituées d'Amsterdam venaient d'Europe de l'Est, d'Afrique et d'Asie. 
Une étude publiée par le TAMPEP en 2009 a établi le nombre de prostituées migrantes à 60 % (une diminution par rapport à 70 % en 2006), provenant de: Europe centrale (UE) 40 %, Amérique latine 20 %, Europe de l'ouest 12 %, Europe de l'est (hors UE) 8 %, Afrique 8 %, Balkans 4 %, Asie 4 %, États baltes 3 % (estimations datant de 2008).

## En pratique
Selon l'International Encyclopedia of Sexuality, au cours des années 1990, environ 10 % des prostituées travaillaient dans la rue, 30 % dans la prostitution de fenêtre (en), 30 % dans les sex-clubs, 15 % dans un service d'escorte et 15 % dans leur résidence privée. Les toxicomanes incluant ceux issus du tourisme de la drogue, sont nombreux dans les groupes de prostitution.

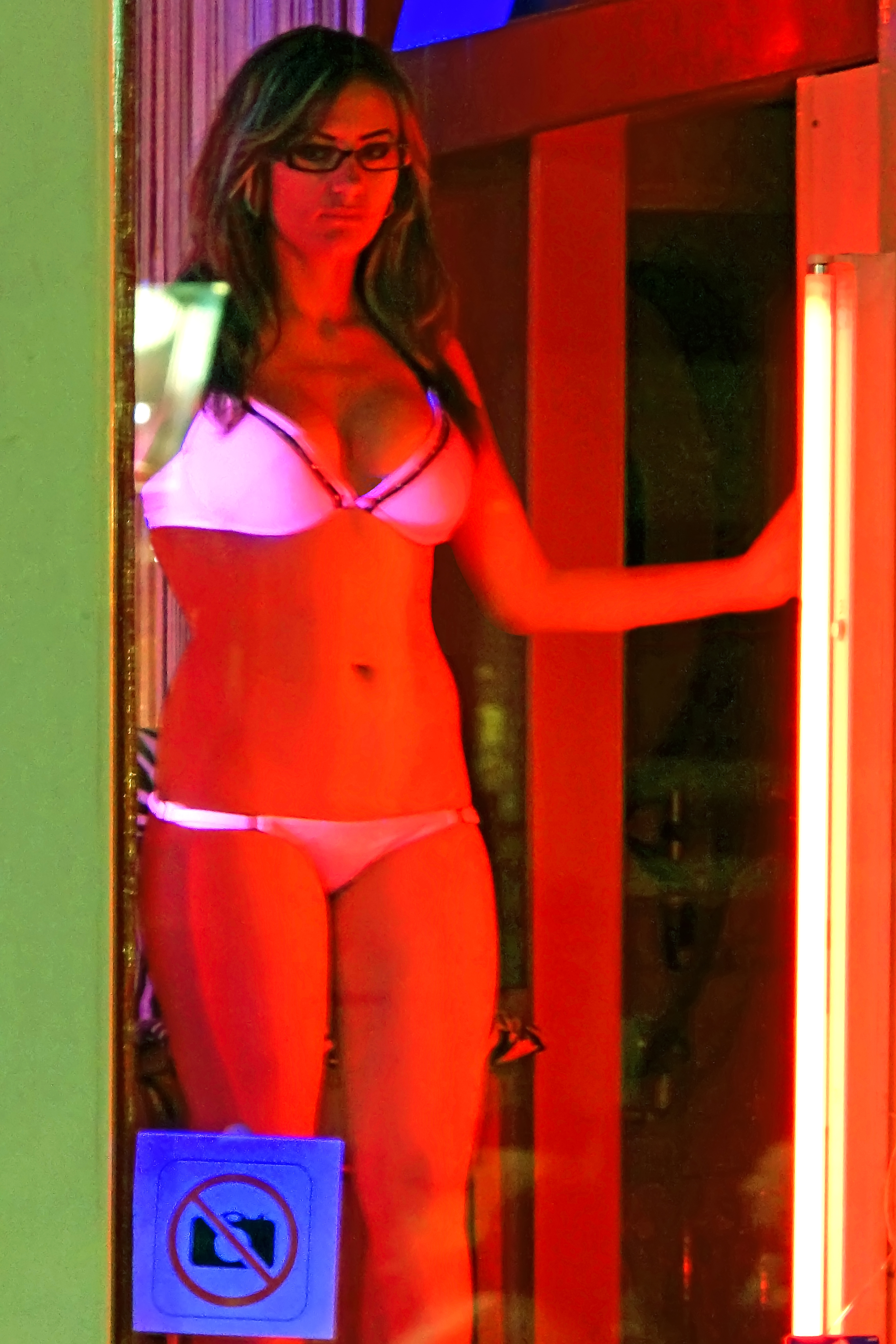

Selon Radio Netherlands, la prostitution est concentrée à l'intérieur et autour des grandes villes et dans les villes frontalières des régions du Limbourg, de Groningue, de Twente, du Brabant-Septentrional et de Zélande. La prostitution se présente sous diverses formes : prostitution de fenêtre et de rue, clubs, agences d'escorte et prostitution à domicile. La prostitution de fenêtre (en) a lieu dans douze villes des Pays-Bas. On estime qu'environ 2 000 prostituées se livrent quotidiennement à cette forme de prostitution. La prostitution de rue existe dans dix villes néerlandaises et concerne en moyenne 320 prostituées par jour. Entre 3 500 et 4 000 prostituées sont employées quotidiennement dans 600 à 700 clubs et maisons closes privées. L'ampleur d'autres formes de prostitution telles que les agences d'escorte et la prostitution à domicile est beaucoup plus difficile à estimer. La prostitution à domicile se produit dans au moins dix-sept municipalités. Les agences d'escorte existent dans au moins 28 municipalités.
En 2008, les statistiques de la ville indiquaient 142 maisons closes agréées à Amsterdam, avec environ 500 vitrines, et les autorités estimaient que les transactions sexuelles, à Amsterdam, représentaient environ 100 millions de dollars par an.
Dès 2011, les autorités néerlandaises ont demandé aux travailleuses du sexe de payer des impôts sur leurs revenus,. 
Certaines villes néerlandaises fournissent des installations appelées « afwerkplek », un espace pour les voitures créé pour faciliter l'accès à la prostitution de rue.

## Clients
D'après une étude datant de 1989, 13,5 % des hommes ont déclaré avoir payé pour des relations sexuelles au moins une fois dans leur vie et 2,6 % l'avaient fait au cours de la dernière année.

#### Genre
- Transidentité
- Condition féminine
- Féminisme

#### Sexe
- Sexualité
- Comportement sexuel humain

#### Tourisme
- Tourisme sexuel
- Tourisme de la drogue

#### Lieu géographique
- Quartier rouge
- Pays-Bas
- Amsterdam

#### Travail du sexe
- Prostitution
- Maison close
- Travailleur du sexe